# XXIV Gruppo
Il XXIV Gruppo era un gruppo di volo del Servizio Aeronautico del Regio Esercito, attivo nella prima guerra mondiale.

## Storia

### Prima guerra mondiale
Il XXIV Gruppo nasce il 18 luglio 1918 con la 72ª Squadriglia caccia e 74ª Squadriglia a Castenedolo (poi Aeroporto di Brescia-Montichiari) al comando del Maggiore Giorgio Chiaperotti per il Comando d'Aeronautica della 7ª Armata e 9ª Armata.
Il 10 agosto il comando passa al Capitano Giulio Palma di Cesnola ma viene sciolto il 25 settembre.
Rinasce il 4 ottobre a Poianella di Bressanvido con la 83ª Squadriglia Hanriot HD.1 e la 2ª Sezione SVA al comando del Cap. Giulio Cesare Paldaoff per la 6ª Armata (Regio Esercito) e dopo la vittoria viene sciolto.

### Regia Aeronautica
Rinasce il 1º luglio 1936 nel 52º Stormo della Regia Aeronautica all'Aeroporto di Ghedi formato dalla 360ª, 361ª e dal 22 gennaio 1937 dalla 362ª Squadriglia sui Fiat C.R.32.
Il 16 agosto 1938 si sposta all'Aeroporto di Ciampino Sud ed il 28 maggio 1940 la 360ª viene chiusa.

### Seconda guerra mondiale
Al 10 giugno 1940 era all'Aeroporto di Sarzana-Luni comandato dal Ten. Col. Eugenio Leotta sui Fiat G.50 con la 360ª (8 G 50) e 361ª Squadriglia che aveva anche i Fiat C.R.42 (3 G 50, 4 CR 32) inquadrato nel 52º Stormo Caccia Terrestre del Col. Angelo Tessore dell'Aeroporto di Pontedera della 3ª Squadra aerea.
Nell'ambito della Campagna italiana di Grecia al 28 ottobre sono presenti in Albania a Berat con i G.50 e tra i piloti vi era anche il Sergente Luigi Spallacci. Il 4 marzo 1941 il Gruppo viene inviato a fornire copertura aerea da una flottiglia della Regia Marina impegnata, dall'inizio del mese, in una missione di bombardamento navale contro postazioni nemiche dislocate sulla costa dell'Albania e formata dal cacciatorpediniere Augusto Riboty, dalla torpediniera Andromeda e da tre barche d'assalto MAS.
Avvisata del pericolo venne dato l'allarme e l'ordine di decollo immediato alle unità della britannica Royal Air Force dislocate in zona. La forza d'attacco era costituita da 15 bombardieri leggeri Bristol Blenheim, nove provenienti dal No. 211 Squadron RAF e cinque dal No. 84 Squadron RAF, scortati da dieci caccia monoplani Hawker Hurricane, quattro del No. 80 Squadron RAF e sei del No. 33 Squadron RAF, e diciassette caccia biplani Gloster Gladiator, questi ultimi quattordici dal No. 112 Squadron RAF e tre dal No. 80 Squadron RAF. La formazione britannica intercettò la forza navale italiana 10 miglia a sud di Valona e quando i Blenheim iniziarono a bombardare le unità navali, peraltro senza successo, la caccia italiana iniziò il combattimento aereo.
Nell'azione che seguì il Sergente Marcello De Salvia contribuì all'abbattimento di cinque velivoli avversari e durante l'ultimo abbattimento personale venne lui stesso abbattuto, rimanendo ucciso nello scontro al posto di pilotaggio del suo caccia G.50. Negli scontri che susseguirono il caccia C.R.42 del Sottotenente Nicolò Cobolli Gigli viene colpito ed abbattuto, ed egli perde la vita nell'episodio.
Nel luglio 1941 arrivò all'Aeroporto di Monserrato il 24º Gruppo Autonomo Caccia Terrestre della Regia Aeronautica, dotato di 19 caccia Fiat C.R.42 e 16 G.50 Freccia. Il 24° assunse il compito di scortare le formazioni di aerosiluranti Savoia-Marchetti S.79 Sparviero e Savoia-Marchetti S.M.84. All'8 settembre 1943 era ad Arena Metato con la 354ª (2 Macchi M.C.202), 355^ (3 Dewoitine D.520) e 370ª Squadriglia (3 D 520) della 3ª Squadra aerea.

### Il dopoguerra
Dal 1969 al 1972 viene costituita sull'Aeroporto di Latina con la base logistica del 1º nucleo del 24º Gruppo HAWK autonomo (dotato dei Raytheon MIM-23 Hawk) e la parte operativa dislocata alla scuola artiglieria di Sabaudia.